# 卡里布縣
卡里布縣（英語：Caribou County）是美国爱达荷州東南部的一個縣，東鄰怀俄明州，面積4,658平方公里。根據2020年美國人口普查，共有人口7,027人。縣治索達斯普陵（Soda Springs）。該縣成立於1919年2月11日，是全州最近成立的縣；縣名來自卡里布山脈。